# Автошлях E420
Автошлях E420 — європейський автомобільний маршрут категорії Б, що проходить по території  Франції,  Бельгії та з'єднує міста Нивель і Реймс.

## Маршрут
Весь шлях проходить через такі міста:
- - E19 Нивель
  - E42 Шарлеруа
- - E44, E46 Шарлевіль-Мезьєр
  - E17, E46, E50 Реймс